# 滨海普雷米亚
滨海普雷米亚（西班牙語：Premiá de Mar，加泰隆尼亞語發音：[pɾəmiˈa ðə ˈmaɾ]）是西班牙加泰罗尼亚巴塞罗那省的一个市镇。总面积2平方公里，总人口28136人（2013年），人口密度14 355人/平方公里。